# Конфини
Конфѝни (на италиански: Configni, на местен диалект Convìgni, Конвини) е село и община в Централна Италия, провинция Риети, регион Лацио. Разположено е на 549 m надморска височина. Населението на общината е 692 души (към 2010 г.).